# Jackson (API)
En informática, Jackson es un procesador JSON de alto rendimiento para Java. Sus desarrolladores ensalzan la combinación de atributos rápidos, correctos, livianos y ergonómicos de la biblioteca.

## Implementación
Jackson proporciona múltiples enfoques para trabajar con JSON, incluido el uso de anotaciones vinculantes en clases POJO para casos de uso simples.

## Ejemplo de uso
El código de muestra para leer y escribir con POJO puede parecerse al siguiente:
```
public
 
class
 
ReadWriteJackson
 
{

  
public
 
static
 
void
 
main
(
String
[]
 
args
)
 
throws
 
IOException
 
{

    
ObjectMapper
 
mapper
 
=
 
new
 
ObjectMapper
();

   

    
String
 
jsonInput
 
=
 
"{\"id\":0,\"firstName\":\"Robin\",\"lastName\":\"Wilson\"}"
;

    
Person
 
q
 
=
 
mapper
.
readValue
(
jsonInput
,
 
Person
.
class
);

    
System
.
out
.
println
(
"Read and parsed Person from JSON: "
 
+
 
q
);

   

    
Person
 
p
 
=
 
new
 
Person
(
"Roger"
,
 
"Rabbit"
);

    
System
.
out
.
print
(
"Person object "
 
+
 
p
 
+
 
" as JSON = "
);

    
mapper
.
writeValue
(
System
.
out
,
 
p
);

  
}

}

```